# Helfrich Ulrich Hunnius
Helfrich Ulrich Hunnius (Marburgo, 27 marzo 1583 – Colonia, 27 marzo 1636) è stato un giurista tedesco.

## Biografia
Nato come figlio di Aegidius Hunnius il Vecchio e di sua moglie Eleonore Felder, si trasferì con i genitori a Wittenberg nel 1592, dove si preparò per il lavoro universitario sin da giovane dedicandosi agli studi di diritto presso Valentin Wilhelm Forster, figlio di Valentin Forster. Cominciò presto a dare lezioni e nel 1608 si trasferì alla nuova Università di Gießen, dove ottenne il dottorato in giurisprudenza il 4 settembre 1609.
Su richiesta di sua madre, tornò a Wittenberg dove continuò a tenere lezioni. Il langravio d'Assia lo nominò suo consulente e professore di diritto a Gießen nel 1613. Nel 1625 si recò all'Università di Marburgo come professore di diritto, con l'obiettivo di contribuire a trasformare l'Accademia in un'istituzione educativa luterana. Là fu presto nominato vice cancelliere.
Il 14 maggio 1630 si dimise, lasciò la città ed entrò al servizio dell'arcivescovo di Treviri. Visse a Philippsburg per alcuni anni, professando la fede cattolica, poi divenne direttore della Cancelleria della diocesi di Spira. A causa degli attacchi militari nel territorio durante la Guerra dei trent'anni, fuggì a Colonia nel 1632. A Colonia fu consigliere dei principi cattolici e tenne lezioni di diritto canonico alla locale università.

## Opere

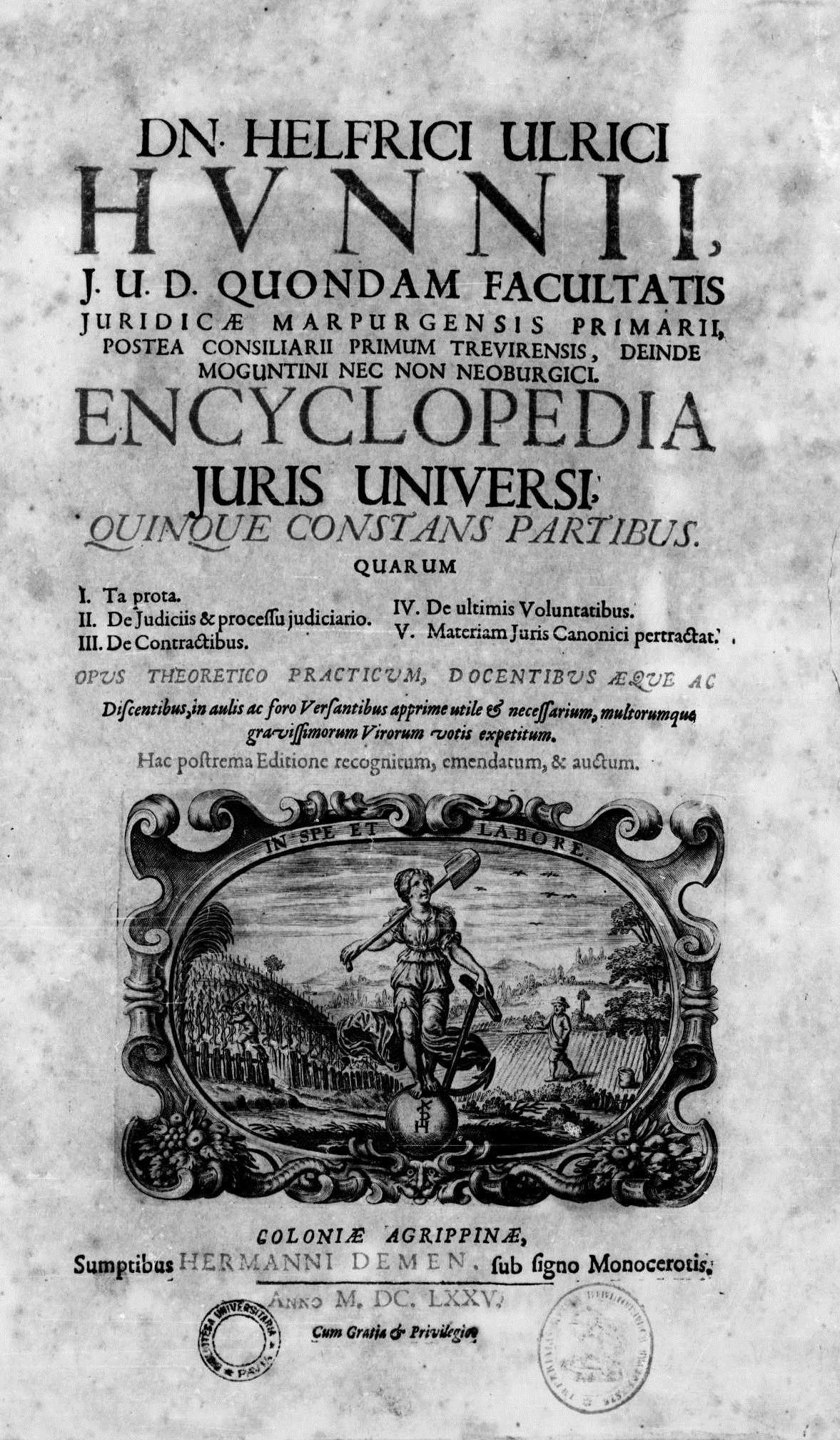
Encyclopedia iuris universi, 1675

- Resolutiones absolutissimae in Treutleri Disputationes.
- Encyclopedia universi juris, Colonia 1638.
  - (LA) Encyclopedia iuris universi, Colonia, Hermann Demen, 1675.
- De interpretatione et autoritate juris libri duo, Giessen 1615.
- (LA) Brevis commentarius in institutionum iuris Iustinianii imperatoris, Giessen, Kaspar Chemlin, 1617.